# ボトンド・ロシュカ
ボトンド・ミクローシュ・ロシュカ（Botond  Miklós Roska、1969年12月17日 - ）は、ハンガリー出身の神経科学者。バーゼル大学医学部教授。主な業績は光遺伝学の手法を用いた視力回復および失明治療法の開発。
ブダペスト出身。当初は音楽家を志望し、1989年にリスト・フェレンツ音楽大学を卒業した後、エトヴェシュ・ロラーンド大学で数学、センメルヴェイス大学で医学を専攻し、1995年に両校を卒業した。2002年にカリフォルニア大学バークレー校からMDを取得した。2014年から現職。

## 受賞歴
- 2018年 アルデン・スペンサー賞
- 2019年 ルイ＝ジャンテ医学賞
- 2020年 ケルバー欧州科学賞
- 2024年 ウルフ賞医学部門

## 参照
- Botond M. Roska
- Curriculum Vitae